# Suspensorische Lokomotion
Suspensorische Lokomotion bezeichnet eine Form der Fortbewegung von Primaten und Faultieren in Bäumen. Der Begriff setzt sich aus den lateinischen Worten suspendere = „aufhängen“, locus = „Ort, Stelle“ und motio = „Bewegung“ zusammen und beschreibt im Speziellen den Umstand, dass sich der Rumpf des Tieres, an Armen oder an einem Greifschwanz hängend, unterhalb oder zwischen den Zweigen befindet.
Dabei kommen verschiedene Einzelbewegungen zum Einsatz wie das Hangeln von Ast zu Ast, die sogenannte Brachiation, Klettern und Grätschen. So wird es auch größeren Arten möglich, ihr Gewicht über mehrere kleinere Zweige zu verteilen, statt darauf zu balancieren.
Als „suspensorisch“ wird auch das Verhalten bezeichnet, wenn beispielsweise bei der Nahrungsaufnahme eine hängende Position eingenommen wird. Die beschriebenen Verhaltensweisen können außer beim Faultier bei verschiedenen Primaten gut beobachtet werden, beispielsweise bei  den Lemurengattungen Varis und Sifakas, bei Spinnenaffen sowie bei Kleinen und Großen Menschenaffen wie Gibbons und Orang-Utans.